# Обесчещенная Лукреция
«Обесче́щенная Лукре́ция» — поэма Уильяма Шекспира, написанная в 1593—1594 годах. Поэма была посвящена Генри Ризли, графу Саутгемптону. Сюжетно восходит к «Фастам» Овидия. В поэме показывается чувство вины и ужасные последствия неконтролируемой любви. Стихотворение начинается с посвящения в прозе, адресованного непосредственно графу Саутгемптону, которое начинается так: «Любовь, которую я посвящаю вашему господству, безгранична». Это стихотворение называется памфлетом, в котором описана форма его оригинальной публикации 1594 года[уточнить].

## Сюжет
Однажды вечером в городе Ардеа, где ведётся битва, разговаривают два ведущих римских солдата, Тарквин и Коллатин. Коллатин блестяще описывает свою жену Лукрецию — она красива и целомудренна. Тарквин проводит ночь и разрывается от желания к Лукреции. Его желание побеждает его, и он идет в комнату Лукреции, где она спит. Он угрожает вызвать её бесчестье, убив раба и поместив два тела в объятия друг друга, а затем он будет утверждать, что убил её, потому что обнаружил их в этих объятиях. Если она сдастся ему, Тарквин обещает сохранить всё это в секрете. Лукреция умоляет его безрезультатно. Он насилует её. Лукреция рассказывает мужу, кто изнасиловал её, и она немедленно достает нож, наносит удар себе и умирает. Горе Коллатина велико — он тоже хочет убить себя. Его друг Брут считает, что месть — лучший выбор. Солдаты несут тело Лукреции по улицам Рима. Разгневанные граждане изгоняют Тарквина и его семью.

## Исторические корни
В 1593 году вспышка бубонной чумы заставила власти Лондона закрыть все общественные театры. К тому времени Шекспир написал уже 5 пьес и постепенно становился известным драматургом. Поскольку театры не работали, он начал писать поэтические произведения, которые посвятил Генри Ризли 3-му графу Саутгемптону.
В 1594 году Шекспир посвящает Ризли «Венеру и Адониса» и «Лукрецию»; в то время у графа было тяжелое финансовое положение, но возможно, что он всё же заплатил Шекспиру достаточный гонорар, в результате драматург стал владельцем одной двенадцатой части театральной компании и стал получать проценты со всех постановок труппы. Позднее он вновь вернулся к написанию пьес и отошёл от длинных стихотворений и поэм.

## Издания
- Шекспир У., Хейвуд Т., Бриттен Б., Данкан Р. Поругание Лукреции / пер. с англ. Ильи Кутика. — Москва: Водолей, 2024. — 224 с. — ISBN 978-5-91763-620-7.